# Гилберт V де Умфравиль
Гилберт (V) де Умфравиль (англ. Gilbert de Umfraville; 18 октября 1390 — 22 марта 1421) — английский рыцарь, феодальный барон Ридсдейла, сын Томаса II де Умфравиля. Гилберт унаследовал сильно уменьшившиеся во время правления Гилберта (IV) де Умфравиля, титулярного графа Ангуса владения Умфравилей в Северной Англии после смерти отца. Он принимал участие в военных походах во Францию, где возобновилась Столетняя война. Там он получил ряд владений в Нормандии, в том числе и Офранвиль, откуда предположительно происходили его предки. По сведениям некоторых хронистов, Гилберт получил титул «графа Кайм», однако официальных документов о присвоении ему графского титула не существует. Он погиб во время битвы при Боже, не оставив прямых наследников, поэтому владения перешли к его дяде, Роберту IV де Умфравилю.

## Происхождение
Гилберт происходил из англо-шотландского рода Умфравилей, представители которого занимали видное положение в англо-шотландском Пограничье благодаря стратегически важным владениям Прадо и Ридсдейл. Умфравили владели обширными поместьями в Нортумберленде, Йоркшире, Ратленде и Саффолке.
Благодаря браку Гилберта II де Умфравиля с Матильдой (Мод), графиней Ангус, несколько представителей рода владели титулом графа Ангуса, однако он был утрачен после поражения Англии в войнах за независимость Шотландии. Кроме того, Гилберт IV де Умфравиль, 3-й граф Ангус продал в 1375 году самое значительное владение — феодальную баронию Прадо, Генри де Перси. В регионе в это время выросло значение других родов, в первую очередь Невиллов. Всё это привело к тому, что влияние Умфравилей в Северной Англии уменьшилось.
Дед Гилберта, сэр Томас I де Умфравиль, младший сын Роберта III де Умфравиля, 2-го графа Ангуса, унаследовал после смерти своего брата Гилберта IV Ридсдейл, но у него было не так много владений, в английский парламент он никогда не вызывался, хотя, судя по всему, приобрёл баронию Кайм. У него было двое сыновей: Томас II и Роберт IV, отличившийся на службе у короля Генриха IV. Томас II женился на Агнес, происхождение которой неизвестно, в этом браке родился сын Гилберт и несколько дочерей.

## Биография
Гилберт родился 18 октября 1390 года в замке Харботл. В 1391 году умер его отец. Поскольку Гилберт был несовершеннолетним, то над ним была назначена опека. Сначала опекуном стал Эдвард, граф Ратленд, а затем её передали Ральфу Невиллу, 1-му графу Уэстморленду, который женил воспитанника на своей дочери от первого брака Анне. Владения Умфравилей, которые достались юному наследнику, значительно уменьшились. Рядом поместий владела в качестве вдовьей доли Мод Перси, жена Гилберта IV де Умфравиля, титулярного графа Ангуса. Она умерла в 1398 году, после чего некоторые вернулись к Умфравилям, но в части из них сохранили опеку Перси. Кайм в Линкольншире после 1403 года был передан графу Данбару, а Ридесдейл — Роберту Умфравилю, дяде Гилберта. Сам он некоторое время провёл в Северной Англии, обучаясь воевать под присмотром дяди. В 1408 году они совместно предприняли жестокий набег в Тивиотдейл. Вскоре после этого Гилберт, по словам хрониста Джона Хардинга, успешно сражался в Лилле, после чего вновь вернулся в Нортумберленд, откуда вместе с дядей совершил набег на Джедборо.
Переезд Гилберта в Северную Англию, возможно, связан с тем, что 10 января 1410 года он принёс королю оммаж за замок Харботл и баронию Ридсдейл, хотя ещё не достиг совершеннолетия. В дальнейшем он проявил себя как энергичный воин, участвуя в английской экспедиции во Францию 1411—1412 годов. Там он хорошо проявил себя в победной для англо-бургундской армии битве при Сен-Клу 10 ноября 1411 года. Этот поход спланировал принц Уэльский Генрих, с которым Гилберт теперь был тесно связан. Когда в 1413 году принц короновался, став королём Генрихом V, он сделал Умфравиля рыцарем королевских покоев, а перед отправлением в поход во Францию завещал ему золотую чашу.
Гилберт участвовал во французском походе Генриха V, которым возобновилась Столетняя война. Он сражался при Арфлёре и Азенкуре, принимал участие в завоевании Нормандии — в осадах Кана, Нюлли-Левека, Пон-де-л’Арша и, особенно, Руана, где он был одним из видных переговорщиков, присутствовавших при сдаче города. Один из хронистов сообщает, что когда несколько горожан подошли к английским позициям, чтобы умолять допустить их к королю, то после того как Гилберт назвал им себя, они возблагодарили бога за то, что встретились с воином старой нормандской крови. Эта история, намекающая на происхождение Умфравилей из Нормандии, могла отражать желание Генриха V представить свои претензии на Нормандию как возвращение утраченного владения, а не как завоевание. В награду Гилберт получил ряд сеньорий, в том числе Офранвиль (откуда предположительно происходил род), и в разное время был капитаном Кана, Понтуаза, Э и Мелена. В 1419—1420 годах он был послом при французском дворе во время переговоров о браке Генриха V и французской принцессы Екатерины. 
Хардинг в первой версии своей хроники упоминает, что Гилберт участвовал в рыцарском турнире, который составлял часть празднования рождества 1420 года. Там он называет его с титулом «граф Кайм». Во второй версии хроники Хардинг сообщает, что Гилберт во Франции в 1411 году был провозглашён графом Каймом. Однако ни в каких отчётах английского правительства он не упоминается с этим титулом, его называют только «лорд Кайм», поэтому у него, судя по всему, не было официального статуса. Несмотря на это Гилберт с графским титулом упоминается во многих английских и французских хрониках. Скорее всего, его так окрестили из-за его главного поместья из уважения к происхождению его семьи из Шотландии, где барония Кайм была малозначимой и где вместо этого он, судя по всему, был известен как «граф Ридсдейл».
В 1421 году Гилберт в составе небольшого отряда, который возглавлял брат Генриха V, герцог Кларенс, напал на гораздо большую французско-шотландскую армию. Хардин сообщает, что Умфравиль пытался отговорить герцога от нападения, но тот в погоне за славой игнорировал предупреждение. В состоявшейся 22 марта битве при Боже Гилберт погиб.
Гильберт оставил в наследство поместья с ежегодным доходом около 400 фунтов, в основном, в Линкольншире. Поскольку детей у него не было, наследником стал дядя, Роберт де Умфравиль, получивший в том числе Ридсдейл и Кайм.

## Брак
Жена: не позже 3 февраля 1413 Анна Невилл, дочь Ральфа Невилла, 1-го графа Уэстморленда, и Маргарет Стаффорд. Брак был бездетным.